# Roger Ebert
Roger Joseph Ebert (ur. 18 czerwca 1942 w Urbanie, zm. 4 kwietnia 2013 w Chicago) – amerykański krytyk filmowy oraz dziennikarz, jedna z najbardziej znanych postaci w środowisku krytyki filmowej.

## Życiorys
Karierę rozpoczął w 1967 roku jako twórca recenzji filmowych dla gazety „Chicago Sun-Times”. W latach 1976–1999 prowadził wraz z Gene’em Siskelem popularny program telewizyjny Siskel and Ebert at the Movies, natomiast po śmierci Siskela – program At the Movies with Ebert and Roeper wraz z Richardem Roeperem, prowadzony do 2006 roku.
W swoich pracach Ebert wielokrotnie łamał przyjęte zasady stylu dziennikarskiego, zaczynając swoje wpisy rozbudowanymi akapitami; potrafił też łączyć swoją wiedzę filmową z przekazywaniem jej w sposób zrozumiały dla czytelnika. Był autorem blisko 20 książek oraz licznych recenzji filmów publikowanych w ponad 200 mediach prasowych. Jako pierwszy amerykański krytyk został uhonorowany prestiżową nagrodą Pulitzera (w 1975 roku), otrzymał tytuł doktora honoris causa od American Film Institute; odebrał też kilka nagród przyznawanych przez polską publiczność. Zmarł 4 kwietnia 2013 roku na raka.